# Will Poulter
Will Poulter est un acteur britannique, né le 28 janvier 1993 à Londres en Angleterre.

## Biographie

### Famille et formation
William Jack Poulter est né le 28 janvier 1993 dans le quartier Hammersmith à Londres en Angleterre. Il est le fils d'un professeur de chirurgie et d'une mère infirmière, et a un frère et deux sœurs. Il étudie à la Harrodian School, une école privée mixte de Londres réservée aux familles aisées et réputée pour ses bons résultats et les activités extrascolaires qu'elle offre.

## Carrière
Peu enclin aux études, Will Poulter se fait remarquer par une enseignante d'art dramatique de l'école qui l'intègre, en 2005, dans le projet de spectacle à sketches intitulé School of Comedy où des petits parodient les grands et qui est repéré par Channel 4 lors d'une représentation au cours du Edinburgh Festival Fringe : il sera diffusé dans le Comedy Lab de Channel 4 avant de devenir une série complète sur la chaîne E4, pour deux saisons.
En 2007, à l'instigation de sa professeur d'art dramatique, il se présente au casting du film Le Fils de Rambow où il décroche le rôle de Lee Carter et partage le rôle principal avec Bill Milner.
En 2009, il est retenu pour le rôle de Eustache Scrubb dans le film Le Monde de Narnia : L'Odyssée du Passeur d'Aurore. Sa famille l'accompagne en Australie le temps du tournage et le film sort le 10 décembre 2010, dans lequel, malgré la réception mitigée du film, sa prestation est remarquée.
En 2010, il apparaît dans le pilote The Fades, écrit par Jack Thorne, connu pour la série Skins, puis dans le film indépendant britannique Wild Bill, réalisé par Dexter Fletcher (2011).

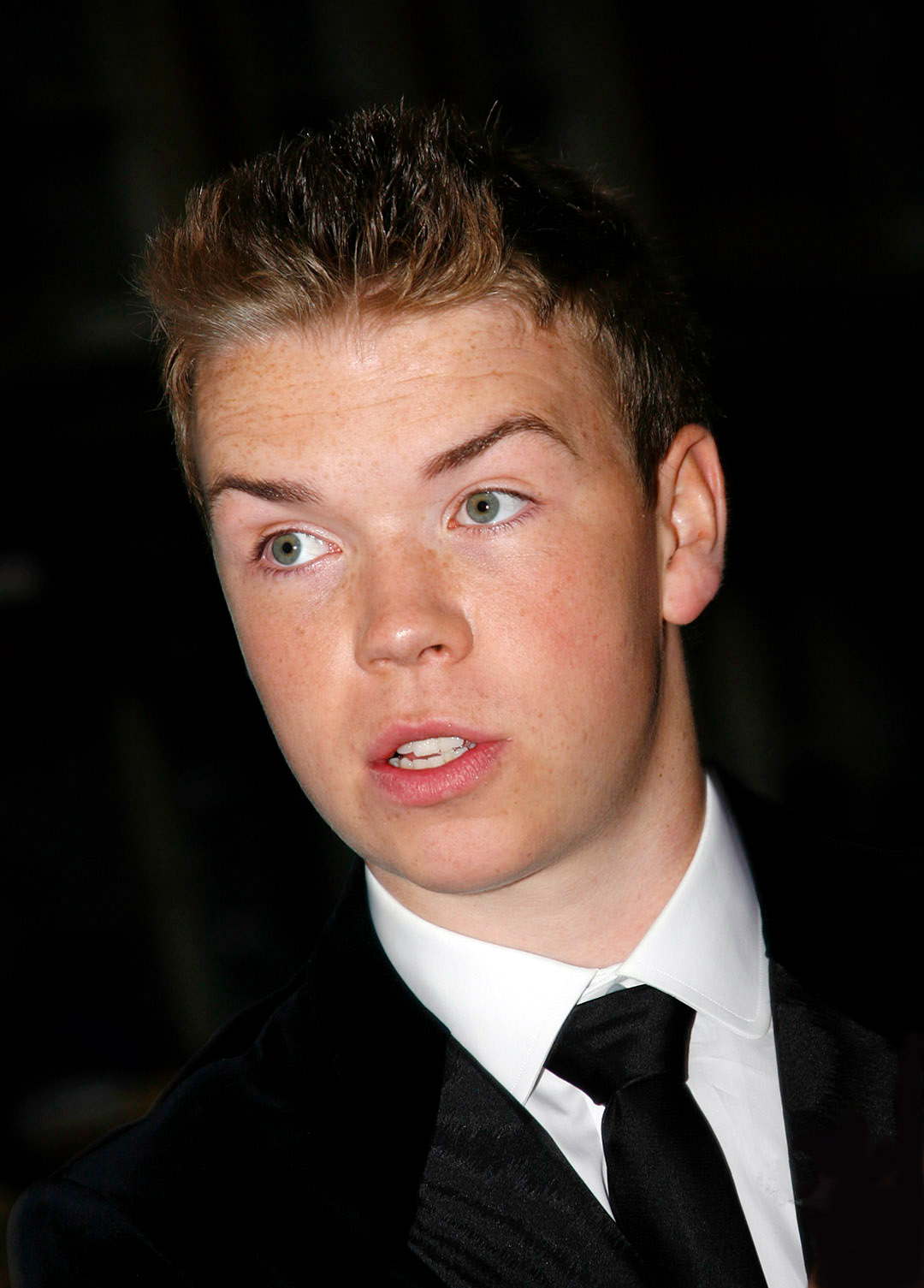
Will Poulter lors de l'avant-première du film Les Miller, une famille en herbe, en 2013.

En 2013, il crée sa société de production baptisée Good Soil, avec le jeune acteur et scénariste Seb de Souza, rencontré lors du tournage du film Plastic – dont Poulter reconnaît la mauvaise qualité – dans le but notamment de générer l'écriture de scénarios originaux de qualité. Même année, il incarne Kenny dans la comédie Les Miller, une famille en herbe, un rôle dans un succès populaire où il côtoie Jennifer Aniston, Jason Sudeikis et Emma Roberts, qui lui vaut le Rising Star Award aux BAFTA.
En 2014, il apparaît dans Le Labyrinthe (The Maze Runner), interprétant le rôle de Gally.
En 2015, il joue aux côtés de Leonardo DiCaprio dans The Revenant dans lequel il incarne le pionnier et trappeur Jim Bridger.
En 2017, il incarne le flic raciste Philip Kraus dans Detroit de Kathryn Bigelow.
En 2019, on le retrouve dans Midsommar d'Ari Aster, avec Florence Pugh.
En 2021, Poulter a été choisi par Marvel Studios pour intégrer l'univers cinématographique Marvel et incarner Adam Warlock dans Les Gardiens de la Galaxie Vol. 3.

## Filmographie

### Cinéma

#### Longs métrages
- 2008 : Le Fils de Rambow (Son of Rambow) de Garth Jennings : Lee Carter
- 2010 : Le Monde de Narnia : L'Odyssée du Passeur d'Aurore (The Chronicles of Narnia: The Voyage of the Dawn Treader) de Michael Apted : Eustache Scrubb
- 2012 : Wild Bill de Dexter Fletcher : Dean
- 2013 : Les Miller, une famille en herbe (We're the Millers) de Rawson Marshall Thurber : Kenny
- 2014 : Plastic de Julian Gilbey : Fordy
- 2014 : Glassland de Gerard Barrett : Shane
- 2014 : Le Labyrinthe (The Maze Runner) de Wes Ball : Gally
- 2015 : The Revenant d'Alejandro González Iñárritu : Jim Bridger
- 2016 : Kids in Love de Chris Foggin : Jack
- 2017 : War Machine de David Michôd : Ricky Ortega
- 2017 : Detroit de Kathryn Bigelow : Philip Krauss
- 2018 : Le Labyrinthe : Le Remède mortel (Maze Runner : The Death Cure) de Wes Ball : Gally
- 2018 : The Little Stranger de Lenny Abrahamson : Roderick Ayres
- 2018 : Black Mirror: Bandersnatch de David Slade : Colin
- 2019 : Midsommar d'Ari Aster : Mark
- 2021 : The Score de Malachi Smyth : Troy
- 2023 : Les Gardiens de la Galaxie Vol. 3 (Guardians of the Galaxy Vol. 3) de James Gunn : Adam Warlock
- 2024 : Les Indomptés (On Swift Horses) de Daniel Minahan : Lee
- 2025 : Death of a Unicorn d'Alex Scharfman : Shepard Leopold
- 2025 : Warfare de Ray Mendoza et Alex Garland : Erik
- 2025 : I Love Boosters de Boots Riley

#### Courts métrages
- 2015 : A Plea for Grimsby de Preston Thompson : Jone
- 2019 : Bainne de Jack Reynor : le garçon de ferme
- 2023 : Greenpeace : Don't Stop de Samona Olanipekun

### Télévision

#### Séries télévisées
- 2008 : Lead Balloon, saison 3, épisode 7 Nuts : le garçon doux
- 2015 : The Fades créée par Jack Thorne (mini-série), épisode pilote : Mac
- 2021 : The Underground Railroad de Barry Jenkins (mini-série), épisode 2 Chapter 2 : South Carolina : Sam
- 2021 : Dopesick créée par Danny Strong (mini-série), 8 épiodes : Billy Cutler
- 2022 : Pourquoi pas Evans ? (Why Didn't They Ask Evans ?) (mini-série), 3 épisodes: Bobby Jones
- 2023-2025 : The Bear : Luca
- 2025 : Black Mirror, saison 7, épisode 4 Plaything : Colin Ritman

### Clip
- 2013 : Skip to the Good Bit de Rizzle Kicks, réalisé par Corin Hardy : le concierge de l'école

### Jeux vidéo
- 2020 : The Dark Pictures : Little Hope : Andrew / Anthony / Abraham
- 2021 : Twelve Nights : narrateur

### En tant que scénariste
- 2010 : School of Comedy (série télévisée, 5 épisodes)

### En tant que producteur
- 2015 : A Plea for Grimsby de Preston Thompson (court métrage)

## Distinctions

### Récompenses
- BAFTA Awards 2014 : meilleur jeune acteur pour Les Miller, une famille en herbe

### Nominations
- British Independent Film Awards 2008 : meilleur espoir masculin pour Le Fils de Rambow
- Young Artist Awards 2009 : meilleur jeune acteur pour Le Fils de Rambow (partagé avec Bill Milner)
- Phoenix Film Critics Society Awards 2010 : meilleur jeune acteur pour Le Monde de Narnia : L'Odyssée du Passeur d'Aurore
- Saturn Awards 2011 : meilleur jeune acteur pour Le Monde de Narnia : L'Odyssée du Passeur d'Aurore
- London Critics Circle Film Awards 2011 : jeune acteur britannique de l'année pour Le Monde de Narnia : L'Odyssée du Passeur d'Aurore
- MTV Movie & TV Awards 2014 : meilleur moment musical pour Les Miller, une famille en herbe
- Primetime Emmy Awards 2022 : meilleur acteur dans un second rôle dans une mini-série ou un téléfilm pour Dopesick

## Voix francophones
En France, Adrien Larmande et Alexis Ballesteros sont les voix régulières de Will Poulter.
En France
| - Adrien Larmande dans : - Les Miller, une famille en herbe - Plastic - War Machine - Detroit - The Dark Pictures Anthology: Little Hope (jeu vidéo) - Dopesick (mini-série) - Les Gardiens de la Galaxie Vol. 3 - Alexis Ballesteros dans : - Le Labyrinthe - The Revenant - Le Labyrinthe : Le Remède mortel - Midsommar | - Fred Colas dans : - Black Mirror: Bandersnatch - Black Mirror (série télévisée) Et aussi - Olivier Martret dans Le Monde de Narnia : L'Odyssée du Passeur d'Aurore - Alexandre Gillet dans Pourquoi pas Evans ? (mini-série) - Bertrand Nadler dans The Bear (série télévisée) - Benjamin Penamaria dans Warfare |

Au Québec
- Xavier Dolan dans :
  - Nous sommes les Miller
  - Le Revenant
  - Détroit
  - Midsommar : Solstice d’été
  - Warfare
- Hugolin Chevrette-Landesque dans : 
  - L'Épreuve
  - L'Épreuve : Le Remède mortel

Et aussi
- Alexandre Bacon dans Les Chroniques de Narnia : L'Odyssée du Passeur d'Aurore
- Gabriel Lessard dans Les Gardiens de la Galaxie Vol. 3